# Liste der Kulturdenkmäler in Masburg
In der Liste der Kulturdenkmäler in Masburg sind alle Kulturdenkmäler der rheinland-pfälzischen Ortsgemeinde Masburg aufgeführt. Grundlage ist die Denkmalliste des Landes Rheinland-Pfalz (Stand: 21. September 2023).

## Einzeldenkmäler
| Bezeichnung                            | Lage                           | Baujahr      | Beschreibung | Bild |
| -------------------------------------- | ------------------------------ | ------------ | --- | ---- |
| Kriegerdenkmal                         | Hauptstraße Lage               | 1920er Jahre | Kriegerdenkmal, skulpturbekrönter Pylon, 1920er Jahre                                                                                                | BW   |
| Katholische Pfarrkirche St. Laurentius | Hauptstraße 31 Lage            | 1899/1900    | dreischiffige Stufenhalle, 1899/1900, Architekten Henderichs und Lambert von Fisenne, Gelsenkirchen; außen: drei Basaltgrabplatten, 1695, 1751, 1777 | BW   |
| Wasserbehälter                         | Hauptstraße, neben Nr. 67 Lage | 1921         | Wasserbehälter, Kubus, bezeichnet 1921 | BW   |